# 尚托
尚托（法語：Chanteau，法語發音：[ʃɑ̃to]）是法国卢瓦雷省的一个市镇，位于该省西部，省会奥尔良西北，属于奥尔良区。

## 地理
尚托（47°57'53"N, 1°58'6"E）面积28.85 平方千米，位于法国中央-卢瓦尔河谷大区卢瓦雷省，该省份为法国中北部省份，北起埃松省，西北接厄尔-卢瓦省，西南接卢瓦-谢尔省，南至涅夫勒省和谢尔省，东临约讷省，东北接塞纳-马恩省。
与尚托接壤的市镇（或旧市镇、城区）包括：塞尔科特、弗勒里莱索布赖、马里尼莱叙萨日、勒布雷希安、圣利耶拉福雷、瑟穆瓦。

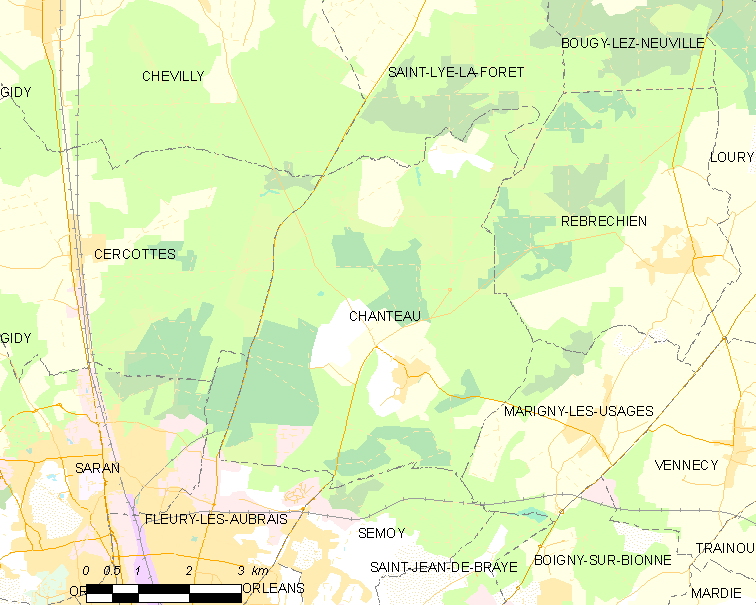
尚托的OSM定位图

尚托的时区为UTC+01:00、UTC+02:00（夏令时）。

## 行政
尚托的邮政编码为45400，INSEE市镇编码为45072。

## 政治
尚托所属的省级选区为弗勒里莱索布赖县。

## 人口

1962-2008年间尚托人口变化图示

尚托于2022年1月1日时的人口数量为1611人。